# Jüri Arrak

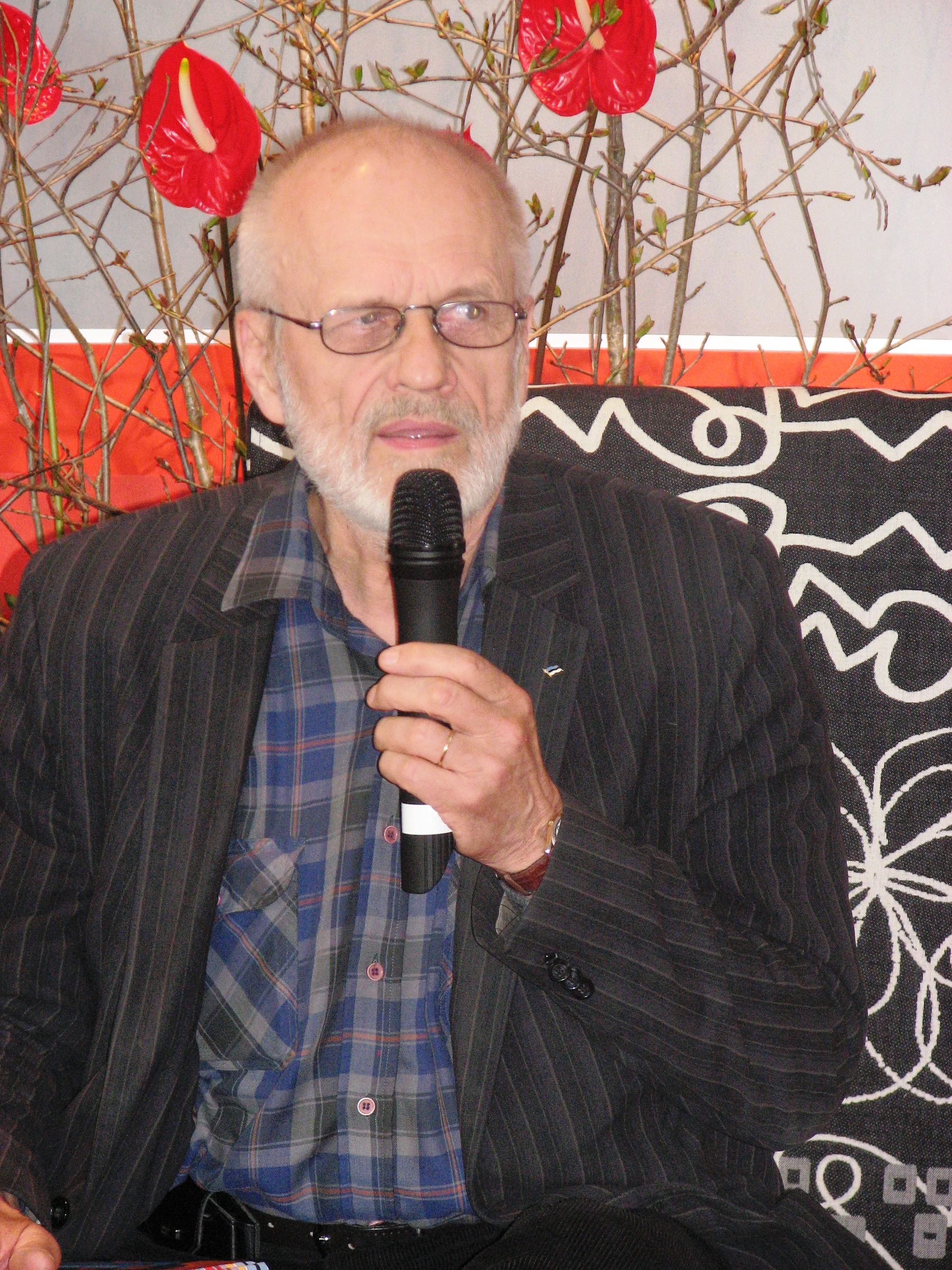
Jüri Arrak (2010)

Jüri Arrak (* 24. Oktober 1936 in Tallinn; † 16. Oktober 2022) war ein estnischer Maler, Graphiker, Kunstschmied und Animationskünstler.

## Leben
Jüri Arrak schloss 1955 die Technische Schule für Bergbau ab. Ab 1961 studierte er Kunst. 1966 schloss er sein Studium im Fach Metallverarbeitung und Goldschmiedekunst am Staatlichen Kunstinstitut der Estnischen SSR in Tallinn ab.
Arrak war zunächst als Künstler in einer metallverarbeitenden Fabrik in Tallinn und 1968/69 beim estnischen Filmstudio Tallinnfilm beschäftigt. Ab 1969 war er freischaffender Künstler. 1990 erhielt Arrak den renommierten Kristjan-Raud-Kunstpreis, 1997 die Konrad-Mägi-Medaille. Er lebte mit seiner Frau in Tallinn.
Er starb im Oktober 2022, kurz vor seinem 86. Geburtstag.

## Werk

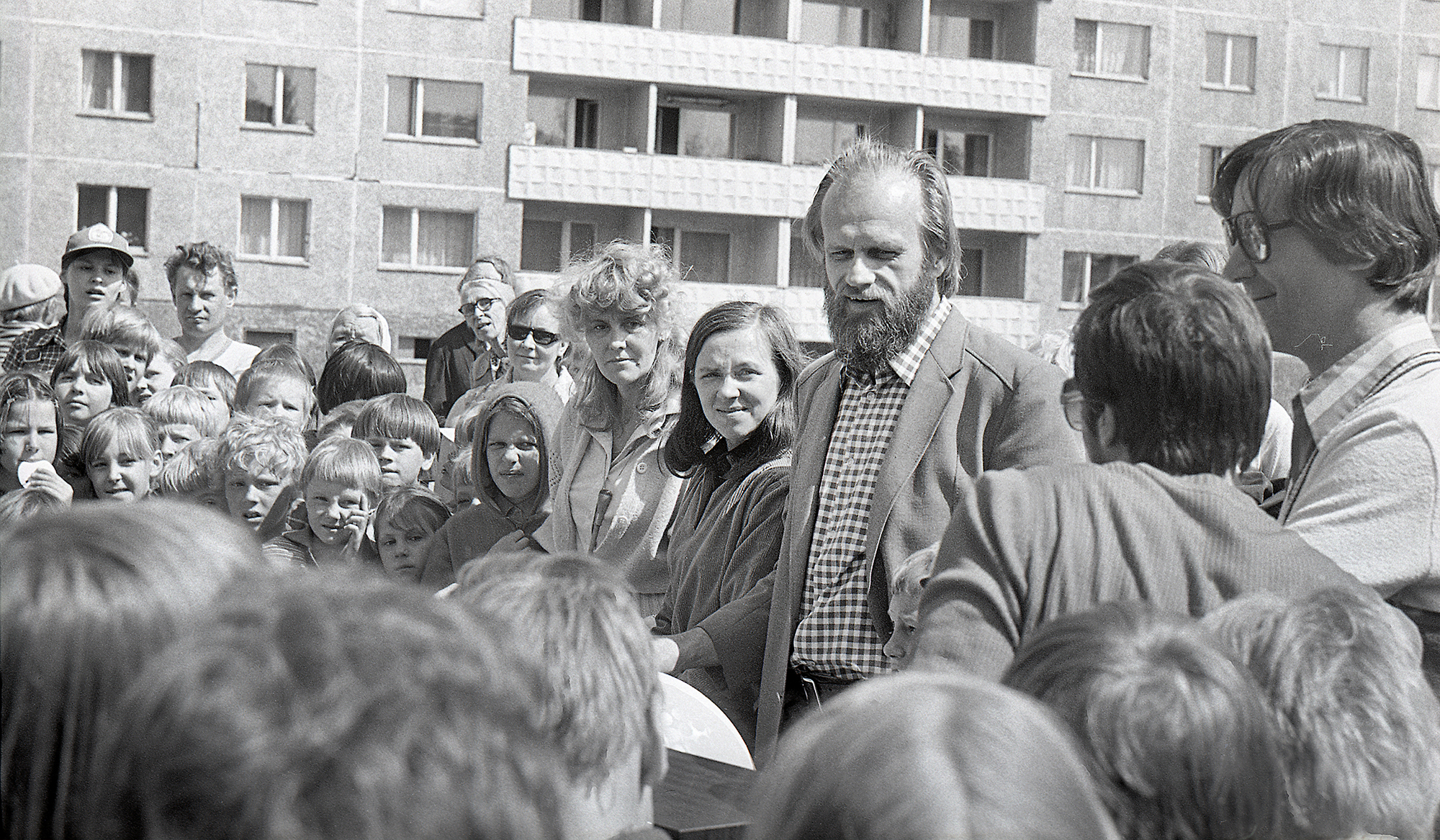
Jüri Arrak (1981)

Arrak gehörte der estnischen Künstler-Gruppierung ANK '64 an. Schon während seines Kunststudiums widmete er sich neben Metallarbeiten Malerei und Graphik. Er entwickelte dabei einen eigenen, einprägsamen Stil. Seine Bilder sind erzählend, gleichzeitig aber paradoxal und grotesk. Viele seiner Figuren tragen Masken oder entstammen der Mythologie. Oft gab Arrak in seinen Bildern Archetypen wieder. Das Christentum spielt in seiner Kunst eine wesentliche Rolle. Heilige entkleidete er in Parodien regelmäßig ihrer erhabenen Ernsthaftigkeit.
Neben seinen fast surrealistischen Bildern hat Arrak zahlreiche estnische Künstler und Intellektuelle porträtiert (Leo Soonpää 1976, Juri Lotman 1994, Peeter Tulviste 1995). Von ihm stammen die Monumentalgemälde im Endla-Theater in Pärnu (1983) und im Opernhaus Estonia in Tallinn (1998). Das Altargemälde Christus der Kirche von Halliste ist ebenfalls von Jüri Arrak.
Arrak gestaltete daneben mehr als 250 Exlibris.

## Werke (Auswahl)
- Saabumine võõrasse jaama (1970)

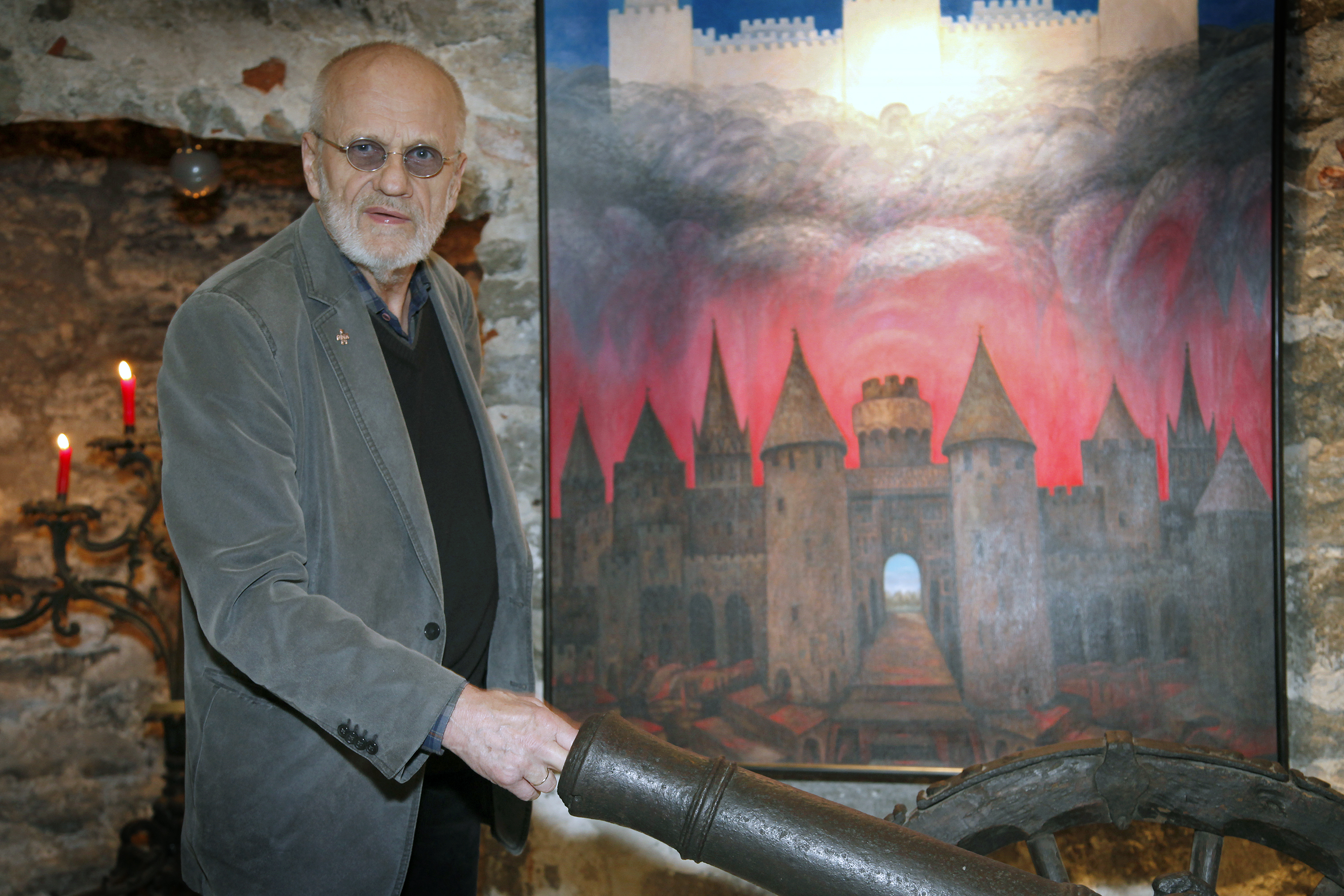
Jüri Arrak (2013)

- Kentauride võitlus lapiitidega (1972)
- Europe lahkumine (1975)
- Tsirkus (1977)
- Tornide linn (1979)
- Jüri võitlus lohega (1979)
- Pasunapuhuja (1980)
- Kandjad (1980)
- Müüritrepil (1981)
- Hunt kuldse kepiga (1983)
- Inimesed esemetega (1985)
- Pillipuhuja (1985)
- Juuda suudlus (1985)
- Joona (1995)
- Hiiob (1996)